# Úrvalsdeild 2007
La Úrvalsdeild 2007 fu la 96ª edizione della massima serie del campionato di calcio islandese disputata tra il 12 maggio e il 29 settembre 2007 e conclusa con la vittoria del Valur, al suo ventesimo titolo.
Capocannonieri del torneo furono Jonas Grani Garðarsson (Fram), Tryggvi Guðmundsson (FH) e Helgi Sigurðsson (Valur) con 13 reti.

## Formula
Come nella stagione precedente le squadre partecipanti furono dieci e si incontrarono in un turno di andata e ritorno per un totale di diciotto partite.
In previsione di un aumento del numero di club solo l'ultima classificata retrocedette in 1. deild karla.
Le squadre qualificate alle coppe europee furono quattro: i campioni alla UEFA Champions League 2008-2009, la seconda e il vincitore della coppa nazionale alla Coppa UEFA 2008-2009 e un'ulteriore squadra alla Coppa Intertoto 2008.

## Squadre partecipanti
| Club       | Città         | Stadio | Posizione 2006     |
| ---------- | ------------- | ------ | ------------------ |
| Fylkir     | Reykjavík     |        | 8°                 |
| Fram       | Reykjavík     |        | 1. deild           |
| FH         | Hafnarfjörður |        | Campione d'Islanda |
| KR         | Reykjavík     |        | 2°                 |
| HK         | Kópavogur     |        | 1. deild           |
| Valur      | Reykjavík     |        | 3°                 |
| ÍA         | Akranes       |        | 6°                 |
| Keflavík   | Keflavík      |        | 4°                 |
| Breiðablik | Kópavogur     |        | 5°                 |
| Víkingur   | Reykjavík     |        | 7°                 |

## Classifica finale
|                    | Pos. | Squadra    | Pt | G  | V  | N | P  | GF | GS | DR  |
| ------------------ | ---- | ---------- | -- | -- | -- | - | -- | -- | -- | --- |
| Islanda (bandiera) | 1.   | Valur      | 38 | 18 | 11 | 5 | 2  | 41 | 20 | +21 |
|                    | 2.   | FH         | 37 | 18 | 11 | 4 | 3  | 42 | 26 | +16 |
|                    | 3.   | ÍA         | 30 | 18 | 8  | 6 | 4  | 34 | 27 | +7  |
|                    | 4.   | Fylkir     | 29 | 18 | 8  | 5 | 5  | 23 | 18 | +5  |
|                    | 5.   | Breiðablik | 24 | 18 | 5  | 9 | 4  | 29 | 20 | +9  |
|                    | 6.   | Keflavík   | 21 | 18 | 5  | 6 | 7  | 26 | 32 | -6  |
|                    | 7.   | Fram       | 16 | 18 | 3  | 7 | 8  | 25 | 31 | -6  |
|                    | 8.   | KR         | 16 | 18 | 3  | 7 | 8  | 17 | 30 | -13 |
|                    | 9.   | HK         | 16 | 18 | 4  | 4 | 10 | 17 | 35 | -18 |
|                    | 10.  | Víkingur   | 14 | 18 | 3  | 5 | 10 | 15 | 30 | -15 |

Legenda:

      Campione d'Islanda e ammesso alla UEFA Champions League
      Ammesso alla Coppa UEFA
      Ammesso alla Coppa Intertoto
      Retrocesso in 1. deild karla
Note:

Tre punti a vittoria, uno a pareggio, zero a sconfitta.

### Verdetti
- Valur Campione d'Islanda 2007 e qualificato alla UEFA Champions League
- FH e ÍA qualificati alla Coppa UEFA
- Fylkir qualificato alla Coppa Intertoto
- Víkingur retrocesso in 1. deild karla.